# Afrikai gőtehal
Az afrikai gőtehal (Protopterus annectens vagy Protopterus annectans) a tüdőshalak csoportjának egyik nyugat-afrikai képviselője.

## Előfordulása
A faj Szenegál, Niger, Gambia, Burkina Faso és Csád medencéiben, a Chari időszakos mellékfolyóiban Szudánban, a Bandama és a Comoé medencéjében Elefántcsontparton, illetve Sierra Leone és Guinea egynémely lassú folyású, dús növényzettel benőtt vizében és mocsaraiban él.

## Megjelenése
A gőtehal teste hosszúkás, függőlegesen lapított, angolnaszerű. Feje meglehetősen nagy, szemei kicsik. Testén két pár hosszú, fonalszerűen vékony úszó látható. A mellúszók kb. háromszor, a hasúszók kb. kétszer hosszabbak a fejnél. A kopoltyúfedők mögött, a mellúszók felett rendszerint három külső kopoltyú helyezkedik el. A kopoltyúfedő és a végbélnyílás között 40-50, a test körül 36-40 pikkely helyezkedik el, amelyek a bőrbe ágyazódnak. A halnak 34-35 pár bordája van.
A maximum méteres hosszt és 1 kilogrammos testtömeget elérő gőtehal olajbarna színezetű, a hasa világosabb, rendszerint barna vagy fekete foltokkal a háton és az úszókon.
|  |

## Életmódja
Az afrikai gőtehal meleg (25-30 °C-os hőmérsékletű), növényzettel dúsan benőtt, lassú folyású vizekben él. Mivel gyakorta előfordul, hogy a száraz évszakban élőhelye kiszárad, különleges túlélési technikát választott: berágja magát a talajba, mintegy 3-25 centiméter mélyre, ahol fészkelődéssel körtealakba görbül, hogy feje a külvilágra nyíló járat felé nézzen. Testét ebben az állapotban vékony, tokká keményedő nyálkaréteg fedi, levegőzni pedig két tüdejével tud. Ilyen állapotban akár 1 évig is kibírja, bár rendszerint csak fél évet kell várnia a következő esős időszakig.
A gőtehalak a koplalást is nagyon jól, akár 3 és fél évig is bírják, ilyenkor a víz alatt kerülnek hasonló állapotba, mint a talajban. Amúgy elsősorban húsevők, puhatestűekkel, ízeltlábúakkal, illetve olykor halakkal és kétéltűekkel táplálkoznak. Helyenként növényi eredetű táplálékot is fogyaszthatnak.

## Szaporodása
Szaporodási szokásairól nem sokat tudunk. Az esős évszakban rakja le petéit a vízinövények közé, egyfajta fészekbe. A petéket és lárvákat a hím védelmezi és legyezi oxigéndús vízzel. A kikelő kis tüdőshalak gőtékre emlékeztetnek, külső kopoltyúik vannak.